# حفظ الهوية (زراعة)
حفظ الهوية هي ممارسة تتعلق بتتبع تفاصيل الشحنات الزراعية بحيث يتم التعرف على الخصائص المحددة لكل شحنة. والهوية المحفوظة (IP) هي التسمية المعطاة للسلع السائبة التي يتم تسويقها بطريقة من شأنها أن تعزل هوية الشحنة وتحافظ عليها، وذلك ربما بسبب الخصائص المميزة التي تنطوي على قيمة يتم فقدانها في حالة الاختلاط أثناء إجراءات التخزين والمناولة والشحن العادية. وقد حظي مفهوم الهوية المحمية بأهمية أكبر مع إدخال الكائنات الحية المعدلة وراثيًا في مجال الزراعة. وعلى الرغم من أن الأوساط العلمية الأمريكية تؤكد على أن المحاصيل المعدلة وراثيًا آمنة، فإن النقاد يريدون فصلها عن السلع غير المعدلة وراثيًا، انطلاقًا من المخاوف بشأن الآثار البيئية والسلامة الغذائية المحتملة.
وتُستخدم تقنيات فنية وإدارية لتتبع وتوثيق المسارات التي تمر عبرها المنتجات الزراعية في عملية الإنتاج. ويمكن لأحد أنظمة الهوية المحفوظة المدمجة كليًا تتبع وتوثيق خصائص بذور سلعة ما والزراعة الأولية وظروف النمو والحصاد والشحن والتخزين والمعالجة والتعبئة والبيع النهائي للمستهلك. ويُعتبر فصل المنتجات العضوية عن المنتجات التي تنشأ بشكل تقليدي أحد أنواع أنظمة الهوية المحفوظة. وأنظمة الهوية المحفوظة هي مكون أساسي من مكونات سلاسل القيمة.